# Tamás Kádár
Tamás Kádár (Veszprém, 14 de març de 1990) és un futbolista professional hongarès, que juga actualment al Lech Poznań. Fa de defensa, i pot jugar tant de central com de lateral esquerre. Va debutar amb el Zalaegerszegi TE amb només 16 anys, i ha estat internacional amb Hongria en totes les categories des de la Sub-17. El 31 de maig de 2016 es va anunciar que el seleccionador Bernd Storck l'havia inclòs en l'equip definitiu d'Hongria per disputar l'Eurocopa 2016.